# استیک ماهی

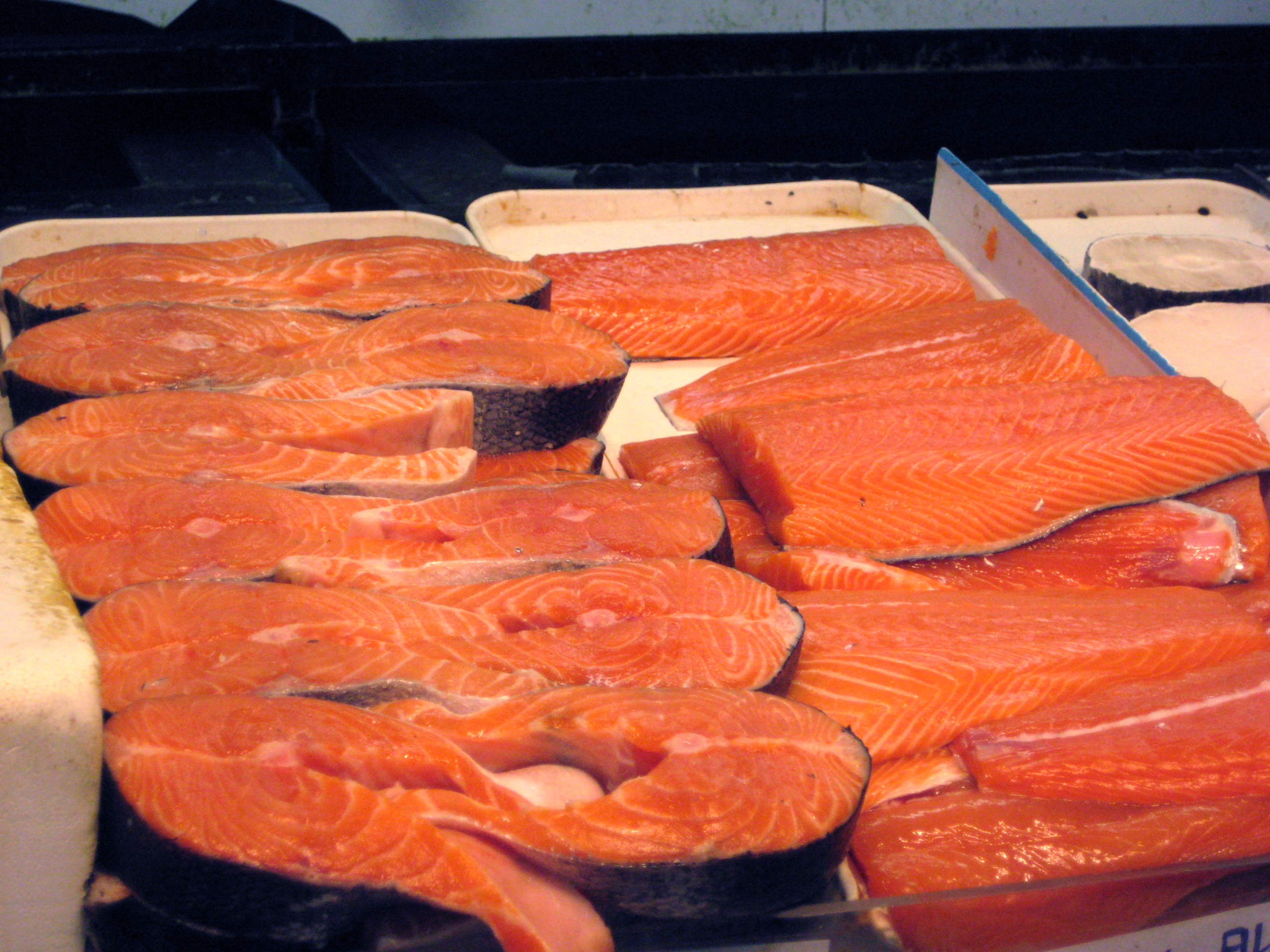
استیک ماهی قزل آلا (سمت چپ)، فیله (راست).

استیک ماهی که به عنوان کتلت ماهی شناخته می‌شود، برش ماهی است که عمود بر ستون فقرات بریده می‌شود و می‌تواند شامل استخوان یا بدون استخوان باشد. استیک‌های ماهی را می‌توان با فیله‌های ماهی مقایسه کرد که به موازات دو طرف ستون فقرات بریده شده و استخوان‌های بزرگ‌تر را شامل نمی‌شوند. برخلاف سایر جانوران مهره دار، بیش از ۸۵ درصد بدن ماهی از ماهیچه‌های قابل مصرف تشکیل شده‌است.
استیک ماهی را می‌توان با پوست یا بدون پوست درست کرد، و عموماً از ماهی‌های بزرگتر از ۴ کیلوگرم می‌شود. استیک‌های ماهی از ماهی‌های به خصوص بزرگ را می‌توان برش داد تا بدون استخوان باشند. زمان کمتری برای درست کردن استیک ماهی نسبت به فیله صرف می‌شود، زیرا استیک‌ها اغلب استخوانی و پوستی هستند. بریدن ستون فقرات با چاقو ممکن است دشوار باشد، بنابراین ترجیحاً از اره قصابی برای تهیه استیک ماهی استفاده کنید. ماهی‌های بزرگتر مانند ماهی تن، شمشیر ماهی، ماهی آزاد، ماهی کاد و گایبت اغلب به صورت استیک بریده می‌شوند.
استیک‌های ماهی را می‌توان کبابی، سرخ شده، کبابی یا پخته کرد. در حالی که پخت استیک گاو به زمان نیاز دارد و می‌تواند سفت باشد، ماهی به سرعت پخته می‌شود، لطیف است و تمایل دارد از بین برود. احتمال خراب شدن استیک ماهی نسبت به فیله ماهی کمتر است. برخلاف استیک گوشت گاو، استیک ماهی اغلب در سس پخته می‌شود.

## یادداشت
1. ↑  Yan, Martin (2011) Chinese Cooking For Dummies John Wiley & Sons. شابک ‎۹۷۸۱۱۱۸۰۶۹۲۹۵.
2. ↑  Bennett, Bev (2011) 30-Minute Meals For Dummies John Wiley & Sons. شابک ‎۹۷۸۱۱۱۸۰۶۸۸۴۷.